# Mörby centrum (metrostation)
Mörby centrum is een metrostation van de Stockholmse metro in de gemeente Danderyd. Het station ligt direct onder het winkelcentrum Mörbyplein.
Het metrostation werd geopend op 29 januari 1978, en het was destijds de bedoeling om de metro door te trekken naar het noordelijker gelegen Täby. Täby wilde echter de Roslagsbanan behouden, zodat die werd gerenoveerd en de metroverlenging in de ijskast verdween. Zodoende is Mörby centrum het laatste station ten noorden van Danderyds sjukhus en daarmee het noordelijke eindpunt van lijn T14 op 11,1 kilometer van Slussen.  
Het station ligt op 6,6 meter boven zeeniveau in een kunstmatige grot op 20-22 meter onder de Mörbyleden en de oude autoweg. De lokettenzaal bevindt zich midden in het winkelcentrum op de beganegrond. Het station is opgesierd met schilderijen van Karin Ek en Gösta Wessel, deze lijken te veranderen van kleur afhankelijk van de kijkhoek.
Net ten noorden van het perron is een ondergronds opstelterrein met vier sporen en ruimte voor zes complete metrotreinen. Deze opstelruimte fungeert ook als nooduitgang van het station en kent dan ook een eigen trap naar straatniveau.
Fruängen·
Västertorp·
Hägerstensåsen·
Telefonplan ·
Midsommarkransen ·
Liljeholmen ·
Hornstull ·
Zinkensdamm ·
Mariatorget ·
Slussen ·
Gamla Stan ·
T-Centralen ·
Östermalmstorg ·
Stadion ·
Tekniska högskolan ·
Universitetet ·
Bergshamra ·
Danderyds sjukhus ·
Mörby centrum